# دلیریوم (فیلم ۲۰۱۸)
دلیریوم (انگلیسی: Delirium) یک فیلم در ژانر وحشت روان‌شناختی محصول سال ۲۰۱۸ به کارگردانی دنیس ایلیادیس و نویسندگی آدام آلکا است. در این فیلم توفر گریس، پاتریشا کلارکسون، کالن مالوی و جنسیس رودریگز به ایفای نقش می‌پردازند. این فیلم توسط جیسون بلام از طریق بلوم‌هاوس پروداکشنز و لئوناردو دی‌کاپریو از طریق اپین وی پروداکشنز تولید شده‌است. این فیلم توسط یونیورسال پیکچرز در ۲۲ مه ۲۰۱۸ از طریق ویدئو درخواستی و دی‌وی‌دی در ۵ ژوئن ۲۰۱۸ منتشر شد.